# Bảo tàng Thành phố ở Zabrze
Bảo tàng Thành phố ở Zabrze (tiếng Ba Lan: Muzeum Miejskie w Zabrzu) là bảo tàng ở thành phố Zabrze, vùng Silesia, miền nam Ba Lan.

## Lịch sử
Bảo tàng Thành phố ở Zabrze được thành lập vào năm 1935 với tên gọi ban đầu là Städtische Heimatstube Hindenburg (tiếng Đức, nghĩa là Phòng Khu vực Thành phố), theo khởi xướng của thị trưởng lúc bấy giờ là Max Fillusch. Trong những năm đầu bảo tàng hoạt động, các bộ sưu tập của bảo tàng được trưng bày trong hai phòng của tòa biệt thự tại số 32a phố Szczęść Boga. Vào ngày 29 tháng 5 năm 1938, các bộ sưu tập của bảo tàng được chuyển đến trưng bày trong căn chung cư ở số 9 Quảng trường Krakowski, đồng thời bảo tàng được đổi tên thành Städtische Heimatmuseum (Bảo tàng Khu vực Thành phố).
Trong Chiến tranh thế giới thứ hai, phần lớn các bộ sưu tập của bảo tàng bị phá hủy và cướp phá. Sau đó, bảo tàng được cải tạo và mở cửa cho công chúng trở lại vào ngày 15 tháng 7 năm 1946.
Từ tháng 12 năm 2008, các bộ sưu tập của bảo tàng được trưng bày trong tòa nhà ở số 6 phố 3 tháng 5 (3 Maja). Các phòng ban của bảo tàng hiện đang hoạt động tại số 3 phố Powstańców Śląskich.